# Ometepe
Ometepe je ostrov tvořený dvěma vulkány na jezeře Nikaragua ve Střední Americe. Tyto dva vulkány jsou spojeny úzkou pevninskou šíjí. Název Ometepe pochází z jazyka nahuatl. Je to složenina dvou slov: ome (dvě) a tepētl (hory). V roce 2010 byl celý ostrov vyhlášen biosférickou rezervací UNESCO. Administrativně spadá pod nikaragujský departement Rivas.
Rozloha ostrova je 276 km². Patří k největším ostrovům na světě, které leží na jezerech, zároveň je největším ostrovem vulkanického původu ležícím ve sladkovodní vodní ploše. Ostrov je přibližně 31 km dlouhý a 5 až 10 km široký. Jeho půdorys připomíná přesýpací hodiny.

## Osídlení
Na ostrově žije přibližně 35 000 lidí. Nejvýznamnějšími sídly jsou městečka Moyogalpa a Altagracia, která zároveň představují spojení ostrova se zbytkem Nikaraguy – především městy Granada a San Carlos. Z ekonomického hlediska je pro obyvatele důležitá turistika a pěstování kávovníku, tabáku a banánovníku.
Na ostrově lze nalézt petroglyfy, nejstarší z nich jsou datovány až do 10. století před naším letopočtem. Během koloniálního období, kdy území dnešní Nikaraguy bylo součástí generálního kapitanátu Guatemala, byl ostrov útočištěm pirátů, kteří podnikali výpravy do měst na březích jezera i po řece San Juan do Karibiku.

## Vulkány
- Concepción se vypíná do nadmořské výšky 1610 metrů. Nachází se na severovýchodě ostrova. Poloměr kužele v patě sopky je 36 km. Vulkán patří mezi aktivní, příležitostně z něj vychází sopečný prach, láva z tohoto vulkánu naposledy vytékala v roce 1957.
- Maderas na jihozápadě ostrova není aktivní. Poloměr kužele v patě sopky je 24 km, nadmořská výška 1394 metrů nad mořem. V kráteru se dnes nachází malé jezero Laguna de Maderas.

## Fauna a flóra
Díky relativní izolaci ostrova od okolní pevniny Nikaraguy zde žije několik endemických živočišných i rostlinných druhů. Vyskytují se zde mokřady, tropický suchý i vlhký les, zdejší lesní porosty patří k nejzachovalejším lesům v pacifickém regionu státu. Ostrov využívá ptactvo migrující z Kanady a USA do Střední a Jižní Ameriky.

## Fotogalerie

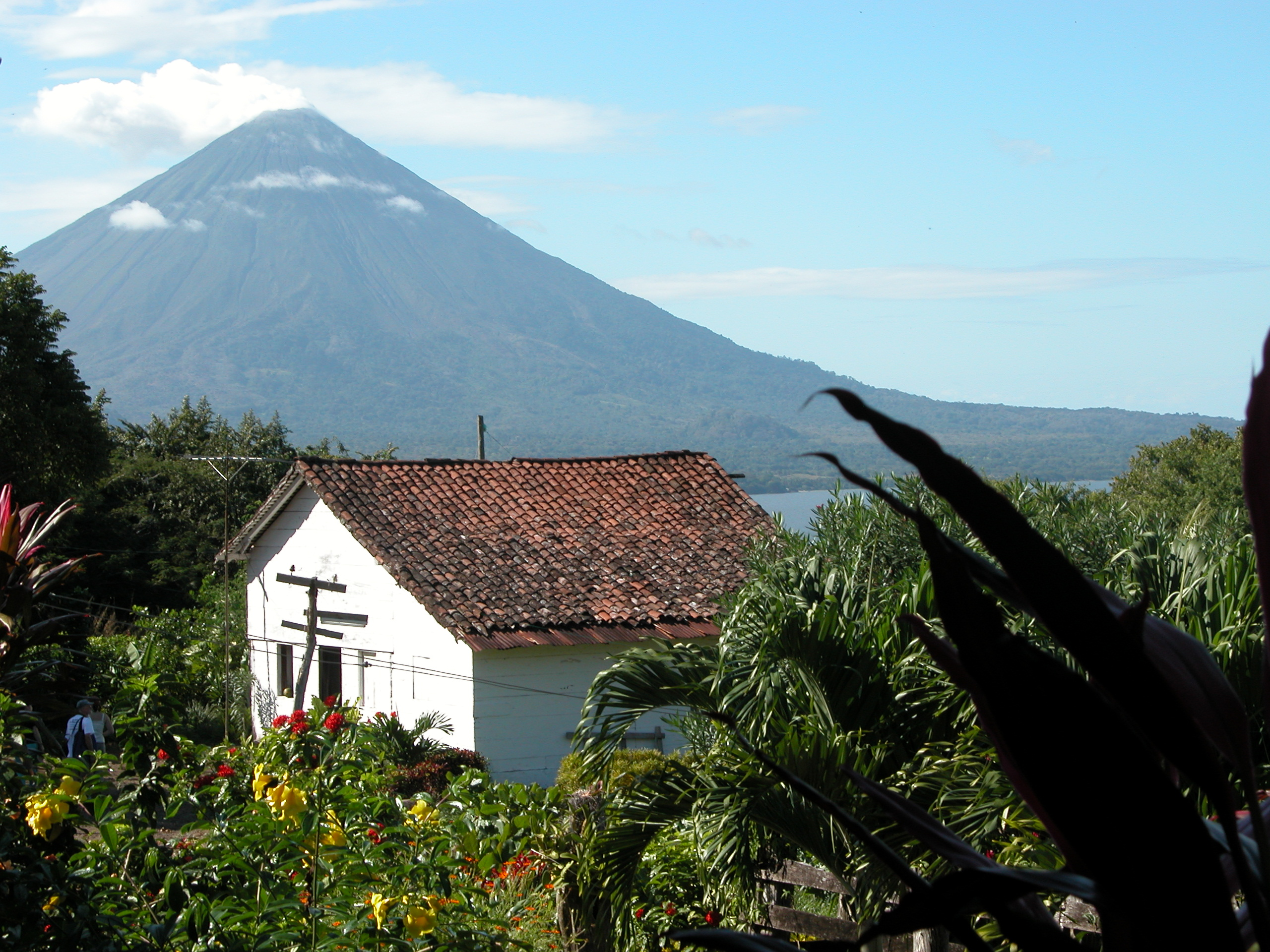
Vulkán Concepción
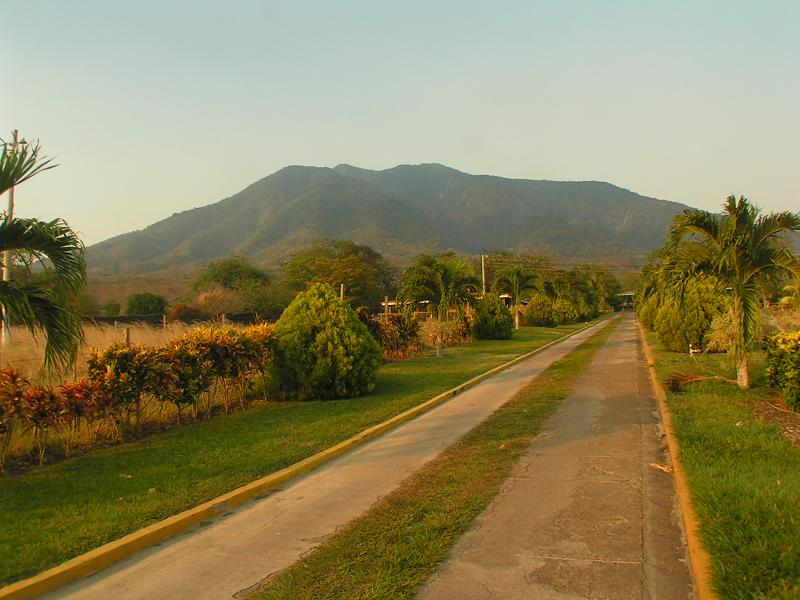
Vulkán Maderas
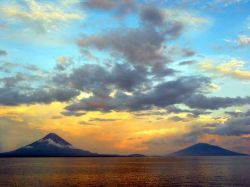
Celkový pohled na ostrov
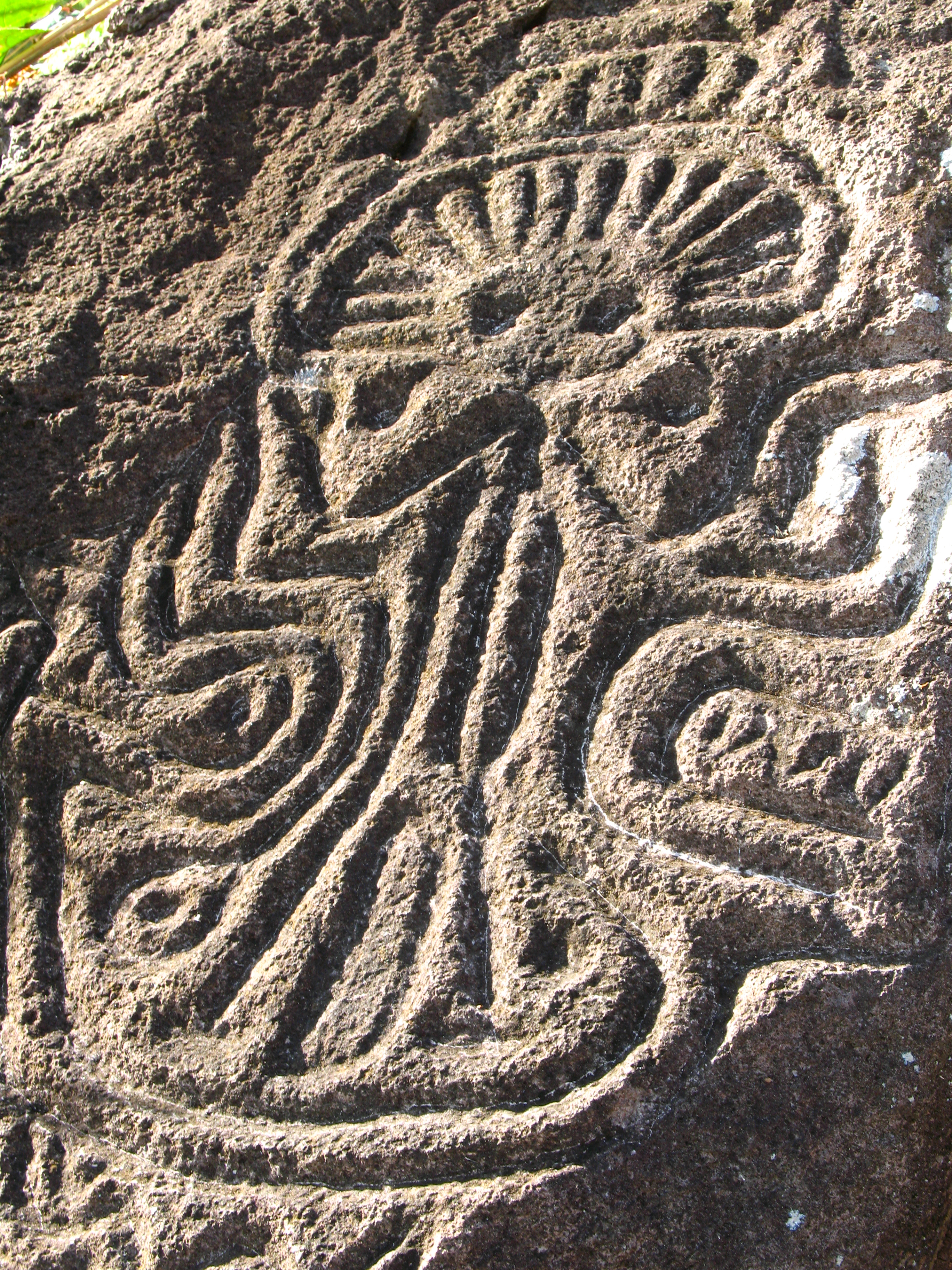
Zdejší petroglyf